# 특수결의
특수결의란 의결권 없는 주식을 포함한 총주주의 동의를 요하거나 또는 총주주의 일치에 의해 결의할 것을 요함으로써 특별결의사항보다 요건이 더 가중된 경우를 말한다. 발기인, 이사, 감사, 청산인의 회사에 대한 책임면제결의와 주식회사에서 유한회사로의 조직변경결의가 여기에 해당된다.

## 같이 보기
- 보통결의
- 특별결의